# Мијат Мијатовић
Мијат Мијатовић (Београд, 3. фебруар 1887 — Београд, 25. јун 1937) био је српски адвокат и певач популарне и народне музике. Матурирао је у Београду и дипломирао на Правном факултету. Радио је прво као судски писар, затим као секретар суда у Министарству правде, до пензије и на крају као адвокат. Овај надалеко познати весељак и певач севдалинки, умро од последица прогресивне склерозе и срчаних тегоба.
Прву плочу је снимио још пре Првог светског рата. Прославио се извођењем песама које су и данас познате:
- Другар ми се жени (1932, уз цигански оркестар Паје Тодоровића),
- Саградићу шајку (1928),
- Дано данче (1928),
- Бацио сам удицу (1927),
- Синоћ сам пио из бокала (1910, уз циганску капелу Јове Јарета) и многе друге.

Један је од првих у свету користио технику наснимавања, на плочи Прошетала Ана Пеливана (1929).
Композитор Станислав Бинички је његова извођења записао у збирци Мијатовке (издање Геце Кона, 1925). Збирка садржи песме:
- Послала ме стара мајка
- Кад сум бил мори Ђурђо
- Разболе се бело доне
- Певнула Јана
- Посла Ванка на вода
- За што Сике, за што
- Циганчица

## Дискографија
Претпоставља се да је Мијат Мијатовић снимио преко стотину наслова за различите издавачке куће попут His Master's Voice, Edison Bell Penkala, Gramophone, Concert Gramophone Record, Homocord Electro, Victor и друге.
Списак плоча по издавачима:
- -{HMV: AM827-AM837, AM1095-AM1099, AM2107-AM2109
- Edison Bell Penkala: Z1124, Z1125, Z1127-Z1129, z1137, z1234, z1235, z1412, z1413, z1654, z1702, z2118-z2122
- Gramophone: 10-12801, 10-12802
- Columbia: D8672, D8674, D8675, D30986-D30988, F1121
- Victor: V-3050, 80511
- Odeon: A192602, A192605, A192624, A192588, A192625, A192685, A192715, A192777
- Homocord Electro: Se 4-0175, Se 4-026}-

Неки снимци су за сада познати само као преснимци на архивским магнетофонским тракама, тако да је за поједина извођења готово немогуће установити оригиналне бројеве матрица и издаваче плоча, осим уколико се не пронађу идентичне плоче и упореде са преснимцима.